# Providas Romanorum
Providas Romanorum é uma constituição apostólica promulgada pelo Papa Bento XIV em 18 de março de 1751. A constituição condenou a Maçonaria com base em seu suposto naturalismo, demanda por juramentos, sigilo, indiferença religiosa e possível ameaça à igreja e ao estado. O documento confirmou a constituição anterior In Eminenti Apostolatus. Proíbe especificamente os católicos romanos de procurarem ingressar em qualquer grupo maçônico.